# Manuel Antonio Talavera
Manuel Antonio Talavera (1761, Villarrica-1814, Mendoza,) fue un escritor y filósofo criollo considerado el primer cronista de la revolución independentista chilena, adscribiendo a la causa realista

## Biografía
Nació  Villa Rica del Espíritu Santo, el 21 de octubre de 1761, sus padres fueron Bernardo Talavera y Josefa Duarte. Fue tío abuelo de Natalicio de María Talavera primer poeta paraguayo. 
Su primera visita a Chile la realizó en enero de 1789, para realizar sus estudios. Habitaba la casa que forma el ángulo noroeste de la actual Plaza de Armas de Santiago, por lo cual a esta óptima ubicación se debe en gran parte el que haya podido dar una razón tan circunstanciada y verídica de los sucesos de esa época, y que por lo común tenían de escenario la plaza Mayor de Santiago, sucesos que se vieron reflejados en su obra Revoluciones de Chile: discurso histórico, diario Imparcial, de los sucesos memorables acaecidos en Santiago de Chile, desde el 25 de mayo de 1810 hasta el 20 de noviembre de 1811.
Por ser un tenaz defensor de la causa del Rey, fue perseguido en varias ocasiones por sus opiniones favorables al antiguo régimen, siendo por lo tanto notoriamente opuesto a los partidarios de la independencia.
El 1 de abril de 1811, cuando ocurrió el motín de Figueroa, fue encerrado en la cárcel por haber socorrido ese día a uno de los soldados de aquel caudillo, siendo por esta causa testigo forzado de la ejecución de éste, que dicho sea de paso fue fusilado en la celda que ocupaba a pocos metros de la del cronista.
Su oposición obligó a los Carrera a mantenerlo fuera del país, desterrándolo a Mendoza; muriendo poco después en esa ciudad a consecuencia, según Guillermo Feliú Cruz, de la emoción de placer que le causó la noticia de la derrota de los patriotas en Rancagua.